# Protezione degli impianti elettrici
La protezione degli impianti elettrici è una branca dell'ingegneria elettrica che si occupa di sviluppare dei sistemi per la protezione degli impianti elettrici in caso di guasto. Generalmente un guasto in un impianto elettrico provoca, rispetto ai valori normale operatività, un notevole incremento della corrente e una diminuzione della tensione. Queste condizioni possono causare gravi danni ai componenti elettrici dell'impianto, è quindi indispensabile che i sistemi di protezione siano presenti e riescano ad agire tempestivamente scollegando dal resto dell'impianto la sezione guasta.
Il sistema di protezione deve prevedere nei principali punti della rete dispositivi per l'individuazione e l'eliminazione dei diversi tipi di guasto possibili. Le protezioni possono essere di macchina, di zona e di interfaccia con la rete esterna.

## Protezioni attive
Si definiscono protezioni attive i componenti dell'impianto che intervengono sul circuito, normalmente aprendolo. Le protezioni attive intervengono principalmente per salvaguardare l'impianto da guasti. Sono essenzialmente composte da un relè in grado di aprire il circuito. Il relè, in seguito a delle misure sull'impianto, e al verificarsi di una condizione di guasto, provvede a far intervenire l'interruttore che, aprendo la linea, interrompe la fornitura di energia elettrica e quindi toglie l'alimentazione al guasto.

### Caratteristiche fondamentali delle protezioni
Le caratteristiche fondamentali di un sistema di protezione sono:
- selettività: la capacità del sistema di protezioni di intervenire solo dove c'è il guasto e per il guasto specificato;
- sensibilità: la capacità di rilevare variazioni delle grandezze che interessano il sistema elettrico;
- sicurezza di funzionamento: il grado di affidabilità delle protezioni, che occorre sia elevato per garantire l'efficacia delle protezioni nell'istante in cui si verifica il guasto;
- tempestività di intervento: la capacità di intervenire al momento giusto;
- protezione di riserva: una protezione aggiuntiva che è chiamata ad intervenire in caso di deficit della protezione principale;
- assenza di punti ciechi: è la caratteristica che devono avere le protezioni in modo da non lasciare punti non protetti nell'impianto elettrico.

### Interruttore automatico
L'interruttore automatico protegge il circuito dalle correnti di elevato valore (interruttore magnetotermico) e la dispersione elettrica verso terra (interruttore differenziale).

### Fusibile
Il fusibile tradizionale è anch'esso una protezione di massima corrente. Il suo funzionamento si basa sulla fusione di un filo metallico nel caso la corrente sia troppo elevata. Il fusibile, rispetto agli interruttori magnetotermici, risulta essere un dispositivo più robusto ma non garantisce la protezione da minime correnti di cortocircuito e correnti da sovraccarico; per ovviare a questa limitazione, spesso si adopera accoppiato ad un interruttore termico. Inoltre, ad ogni intervento occorre sostituire la cartuccia per poter ripristinare il servizio. Anche i fusibili presentano delle curve di intervento che li caratterizzano e li differenziano.

### Relè
Oltre ai principali tipi di relè, già descritti, esistono altri tipi divisibili per funzionamento:
- di tensione
- di corrente
- di frequenza
- di potenza
- direzionali
- ad impedenza
- distanziometrici (o a impedenza direzionale)
- differenziali

Si possono inoltre distinguere per tecnologia di costruzione:
- elettromeccanici (tradizionali)
- statici analogici
- digitale a microprocessore

## Protezioni passive
Le protezioni passive utilizzano mezzi che non interessano il circuito ed il suo funzionamento. Tali protezioni hanno come principale scopo l'evitare la nascita di un guasto tramite arco elettrico o contatto tra parti diverse dell'impianto.

### Isolamento principale
L'isolamento principale non è da confondersi con l'isolamento funzionale, anche se a volte coincidono. Tale isolamento deve ricoprire completamente le parti attive ed essere rimosso solo mediante la sua distruzione. Inoltre tale protezione deve essere in grado di resistere a sollecitazioni meccaniche, a sforzi elettrodinamici e termici, alle alterazioni chimiche dovute all'ambiente circostante o comunque deve avere una barriera meccanica che lo protegga (es. tubi, passerelle, cunicoli).

### Barriere e involucri
Gli involucri impediscono il contatto con le parti attive da ogni direzione e angolazione esso provenga, mentre le barriere impediscono tale contatto unicamente se proveniente da alcune direzioni, normalmente quella abituale d'accesso.
Entrambi vengono caratterizzati da un grado di protezione indicato da una sigla composta dalle due lettere IP seguite da due cifre. La prima cifra indica la protezione da corpi solidi, mentre la seconda corpi liquidi. Se al posto del numero è presente la X, significa che non è protetto rispetto a quel tipo di contatto. La sigla può essere seguita dalla lettera B o dalla D, che identifica che la protezione viene superata, ma non si può entrare in contatto con una parte attiva.

## Altri componenti
Per proteggere l'impianto dai guasti si progetta anche un impianto di terra.

### Trasformatori di tensione (TV) e di corrente (TA)
Ove non è possibile misurare direttamente la tensione o la corrente di linea (ad esempio in media e alta tensione) i dispositivi di protezione vengono controllati con dei trasformatori di tensione o trasformatori di corrente al fine di ridurre (proporzionalmente) la grandezza che controlla fisicamente l'intervento del dispositivo.